# Hovakim I
Hovakim, I, noto anche come Hovakim di Bursa (in armeno: Յովակիմ Պրուսացի; XV secolo – XV secolo), è stato il primo patriarca armeno di Costantinopoli sotto l'autorità del Catholicos dell'Armenia e di tutti gli armeni.
Egli e la sua comunità furono invitati dal sultano ottomano Maometto II nella città di Bursa nel 1461, otto anni dopo la caduta di Costantinopoli (1453). Hovakim fu riconosciuto come il capo religioso e secolare di tutti gli armeni nell'Impero Ottomano, e portò il titolo di milletbaşı o etnarca, così come quello di patriarca. Fu Patriarca degli armeni dal 1461 al 1478.